# チュニスエア・エクスプレス
チュニスエア・エクスプレス（フランス語: Société des Lignes Intérieures et Internationales, アラビア語: الخطوط التونسية السريعة）はチュニジアの首都・チュニスに拠点を置く航空会社である。かつてはチュニインター（アラビア語: الخطوط الدولية）やセブンエア（アラビア語: طيران السابع）としても知られていた。親会社はチュニスエアであり、就航地はチュニジアだけでなくイタリアやマルタなどへ就航している。

## 歴史
設立当初、チュニスエア・エクスプレスはチュニインターという名称だった。当時はチュニジア国内で運航する唯一の航空会社で国内線に限られていたこともあり、2000年にチュニインターは国際業務を開始する許可を得た。（国際線初飛行は2000年7月7日）その後チュニインターは「セブンエア」に改名し、ザイン・アル＝アービディーン・ベン・アリー元大統領の妻の親戚が所有。しかし2014年1月14日にベン=アリー元大統領がサウジアラビアに亡命したことで、「チュニスエア・エクスプレス」に改名された。またチュニスエア・エクスプレスは1992年から2008年の間で約600万人もの乗客を運び、2008年だけでも約30万人もの乗客を運んだ。
2015年12月、チュニスエア・エクスプレスは近い将来、チュニスエアと合併し、より良い収益性を生み出すだろうと発表した。

## 就航地

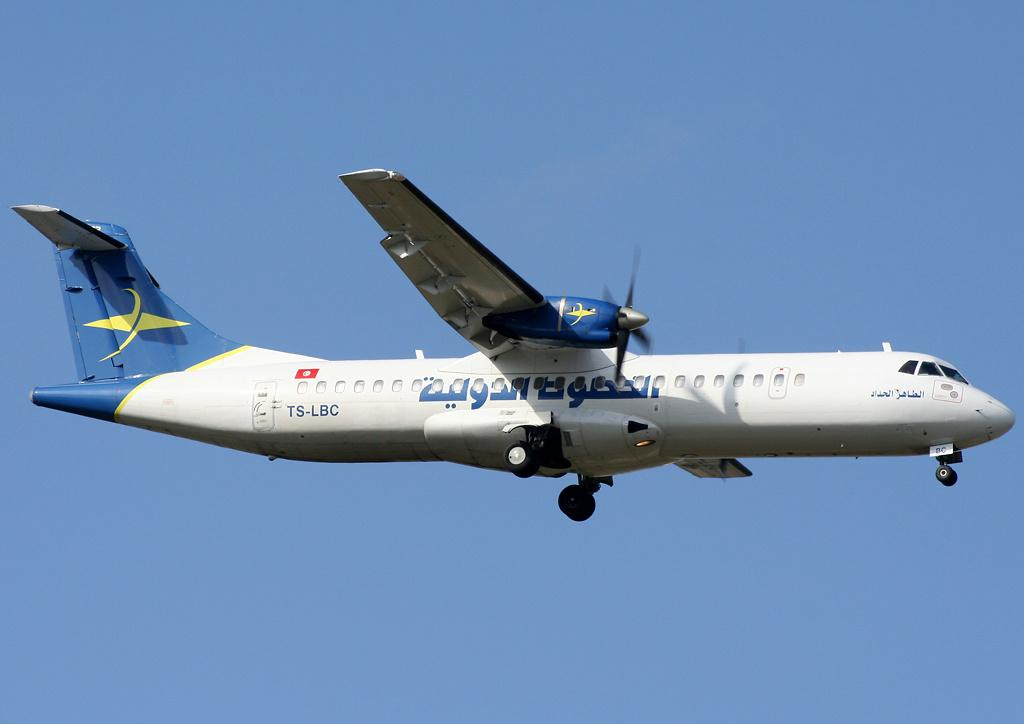
チュニインター時代のATR 72

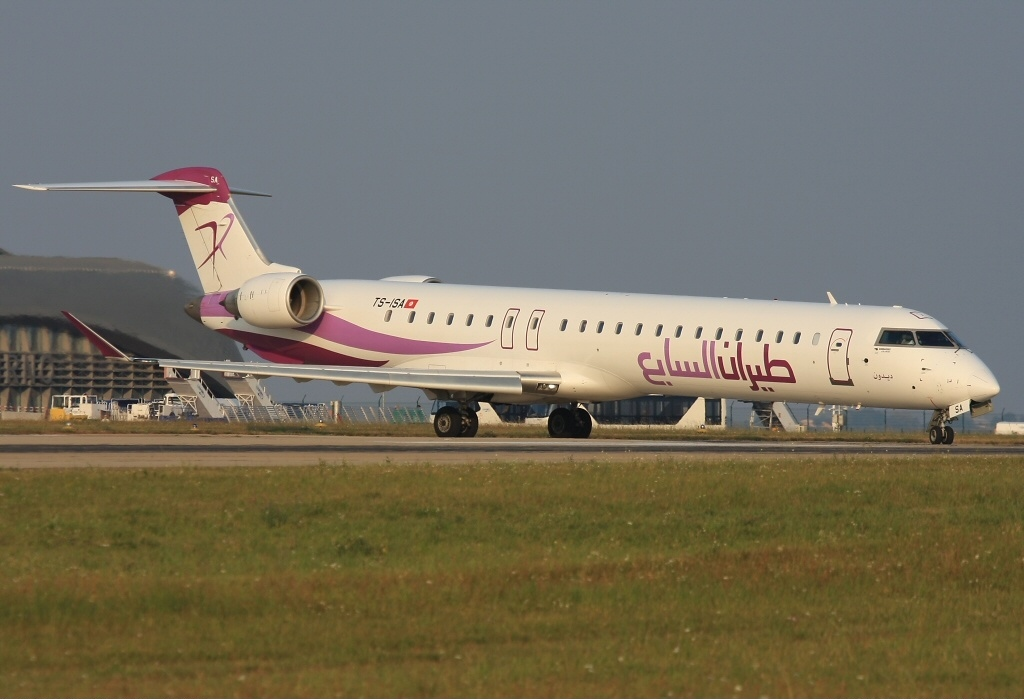
セブンエア時代のボンバルディア CRJ-900

2015年6月時点でのチュニスエア・エクスプレスの就航地は以下の通り

## 保有機材
2016年３月時点でのチュニスエア・エクスプレスの保有機材は以下の通り
| 機材                   | 保有数 | 発注数 | 座席数 | 備考 |
| ---------------------- | ------ | ------ | ------ | ---- |
| ATR 72-500             | 3      | —      | 70     |      |
| ボンバルディア CRJ-900 | 1      | —      | 88     |      |
| 合計                   | 4      | —      |        |      |

## 事故
2005年8月6日、バーリ発ジェルバ島行きのチュニインター1153便（使用機材：ATR 72-202）がシチリア海岸から8マイル離れた海に不時着。乗員乗客39名のうち16名が死亡した。原因はATR-42型機用の燃料インジケーターを誤って取り付けたことだった。これにより燃料残量が正しく表示されず、パイロット達が燃料切れに気づくことは無かった。この事故により航空会社はおよそ2年間イタリアで飛行することを禁止された。